# María Elena Ovalle
María Elena Ovalle Molina (Santiago, 24 de marzo de 1937) es una economista, académica y empresaria chilena, primera mujer en ocupar un lugar en el Consejo del Banco Central de Chile.

## Biografía
Nació como la mayor de nueve hermanos. Se educó primero en el Colegio Saint John's Villa Academy y, cuando egresó de allí, entró a la Pontificia Universidad Católica, donde obtuvo el título de ingeniera comercial en agosto de 1960. Ese mismo año se convirtió en la primera mujer en ingresar al Banco Central como economista de la sección Monetaria del Departamento de Estudios. En los años '60 fue jefa de la sección Crédito y Ahorro. Tras desempeñarse dos años como gerenta de estudios subrogante, fue designada gerenta de Crédito Interno entre 1975 y 1978.
A partir de ese año se incorporó al sector privado. Conocedora del mundo de la banca, fue nombrada en 1978 gerenta general de la Asociación de Bancos e Instituciones Financieras, donde estuvo hasta 1987.
En junio de 1978 resultó elegida como directora ejecutiva de la Federación Latinoamericana de Bancos y vicepresidenta del Comité Latinoamericano de Capacitación Bancaria.
Participó activamente en el mundo académico a través de la dirección general del Instituto de Estudios Bancarios Guillermo Subercaseaux, y en el empresarial, siendo presidenta de Finam, filial en Chile del Banco Mundial de la Mujer, entidad internacional dedicada a la capacitación y financiamiento de iniciativas empresariales femeninas.
En su currículum vítae también sobresale el hecho de haber sido presidenta de la Comisión Política Económica de la Confederación de la Producción y del Comercio, la principal organización empresarial del país.
Es autora de varias publicaciones, ha participado en seminarios y reuniones sobre materias relativas a aspectos monetarios, crediticios e internacionales, y a partir de 1978 ha asistido a las asambleas anuales del Fondo Monetario Internacional y Banco Mundial, Banco Interamericano de Desarrollo y Felaban.
En 1995 ingresó al Consejo del Banco Central de su país tras ser propuesta por el presidente Eduardo Frei Ruiz-Tagle y confirmada por el Senado por 20 votos a favor, 18 en contra y una abstención.
Dejó el cargo diez años después, cumpliendo el mandato legal.